# ヴィボナーティ
ヴィボナーティ（伊: Vibonati）は、イタリア共和国カンパニア州サレルノ県にある、人口約3,300人の基礎自治体（コムーネ）。

## 地理

### 位置・広がり

#### 隣接コムーネ
隣接するコムーネは以下の通り。
- カザレット・スパルターノ
- イスパーニ
- サンタ・マリーナ
- サプリ
- トッラーカ
- トルトレッラ